# Marsanne
Marsanne – miejscowość i gmina we Francji, w regionie Owernia-Rodan-Alpy, w departamencie Drôme.
Według danych na rok 1990 gminę zamieszkiwały 873 osoby, a gęstość zaludnienia wynosiła 25 osób/km² (wśród 2880 gmin regionu Rodan-Alpy Marsanne plasuje się na 854. miejscu pod względem liczby ludności, natomiast pod względem powierzchni na miejscu 148.). W Marsanne urodził się Émile Loubet (Ósmy prezydent III Republiki francuskiej)

## Galeria

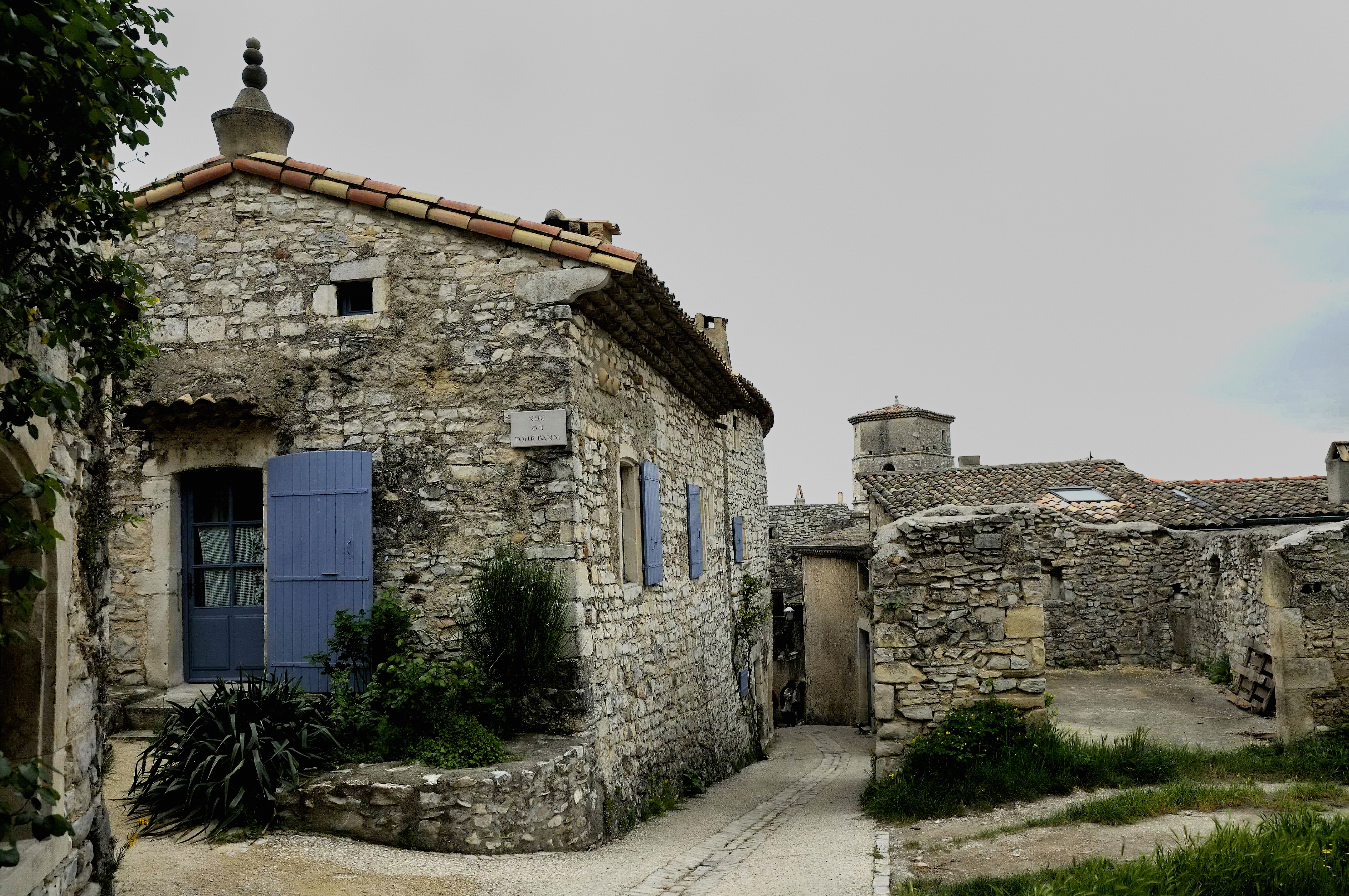
Starówka Marsanne, 2010
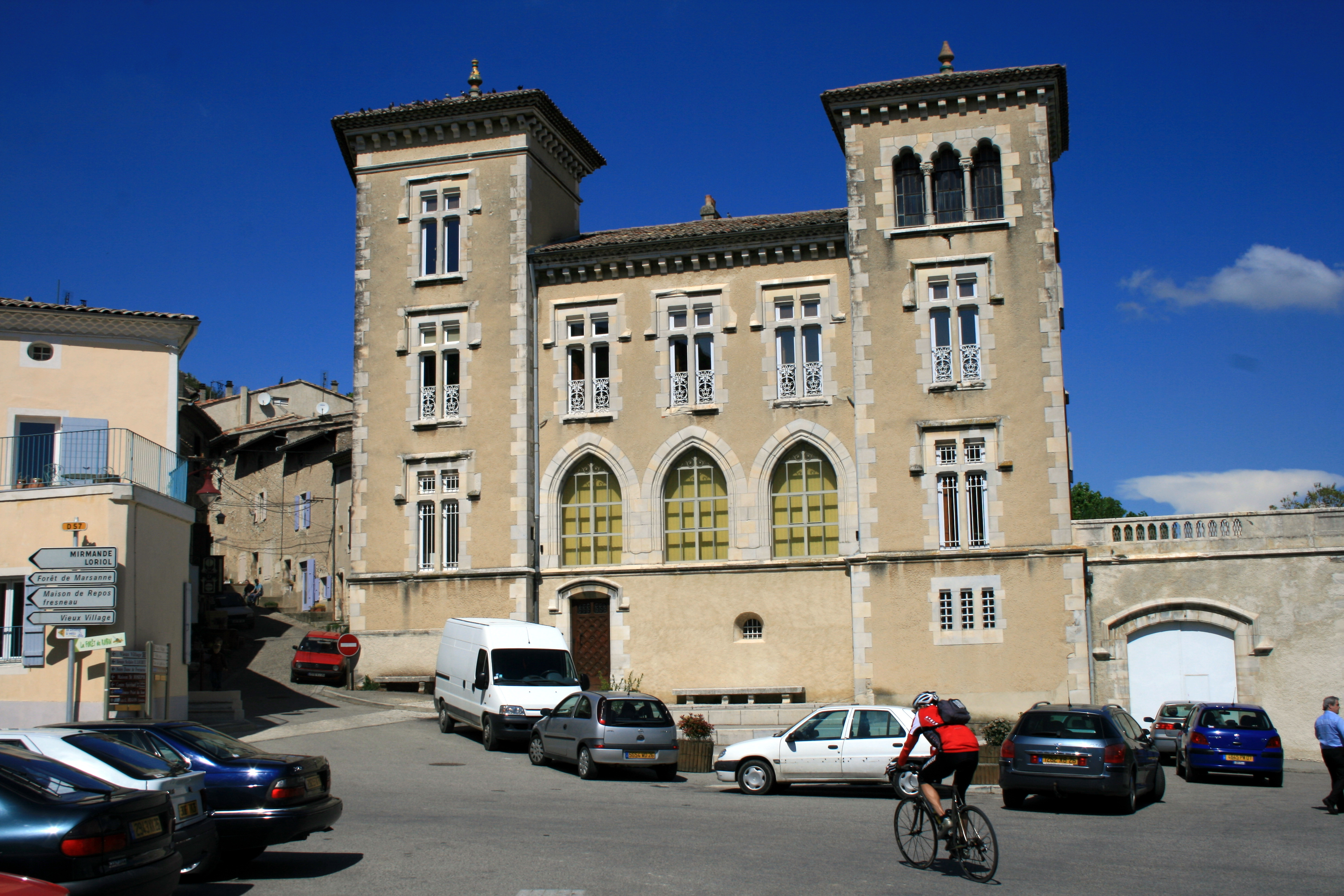
Zamek Montluisant, 2009
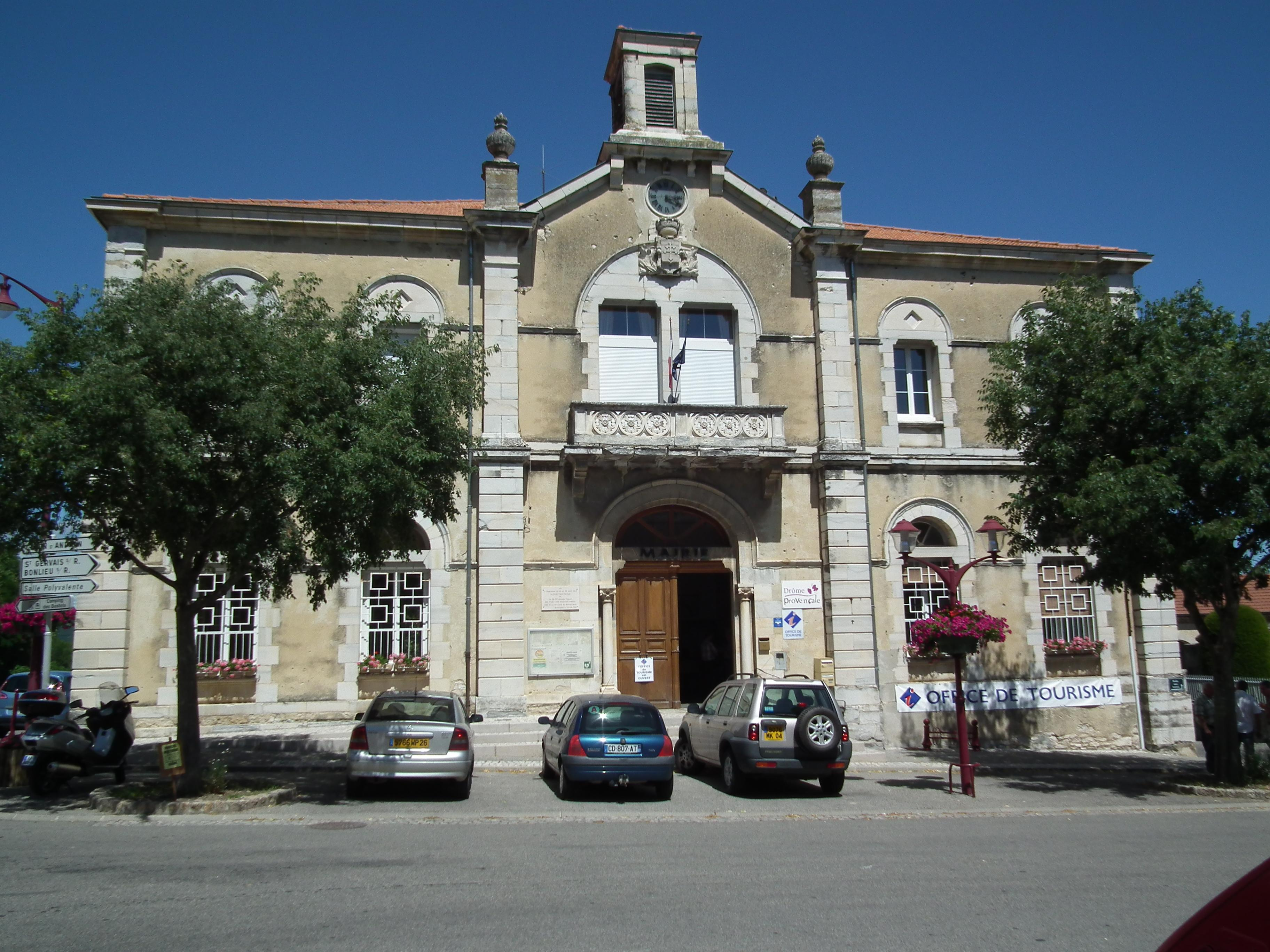
Ratusz w Marsanne, 2012